# Hole Hadagali, Ron
Hole Hadagali là một làng thuộc tehsil Ron, huyện Gadag, bang Karnataka, Ấn Độ.